# Большой театр имени Станислава Монюшко в Познани

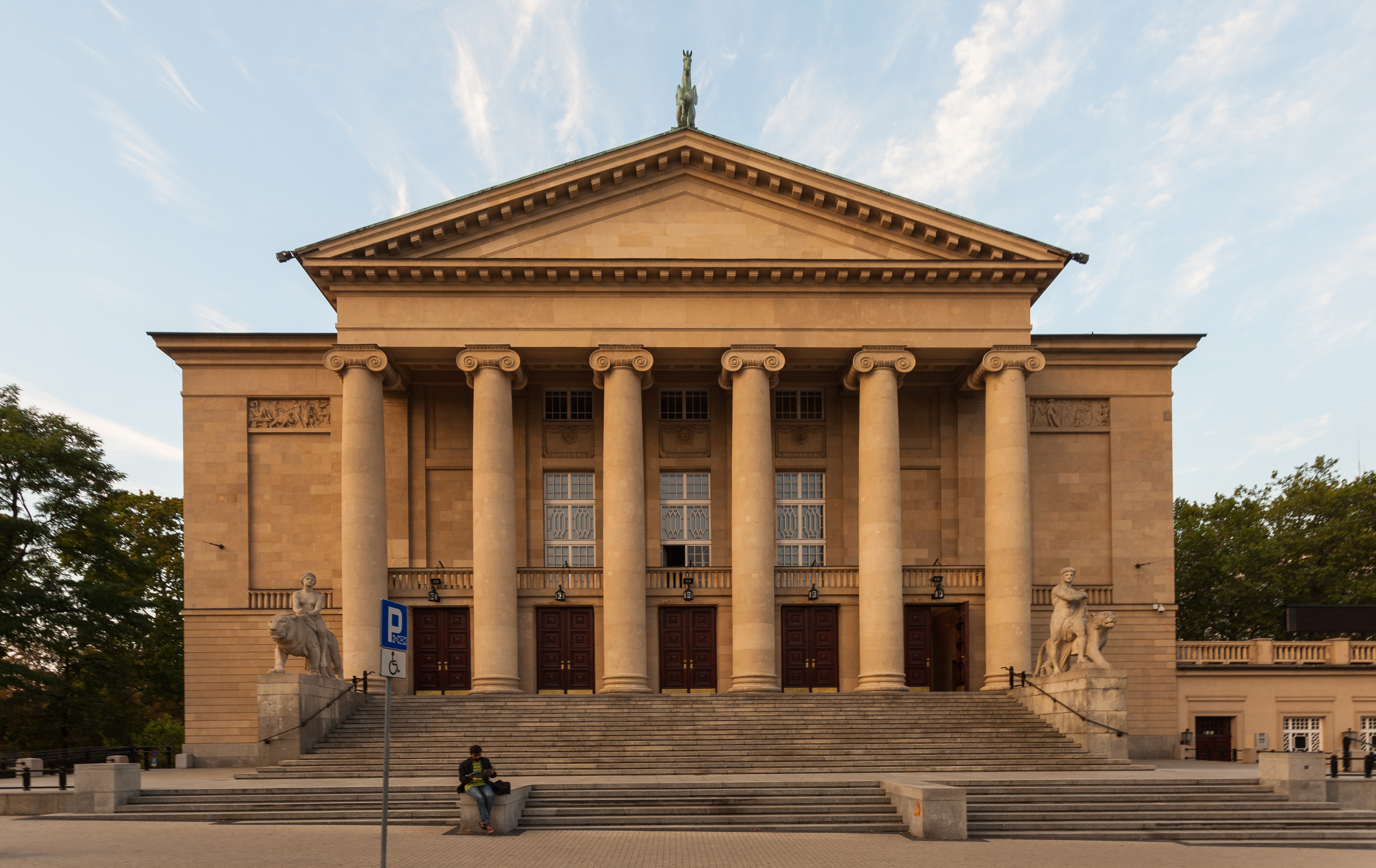
Большой театр имени Станислава Монюшко

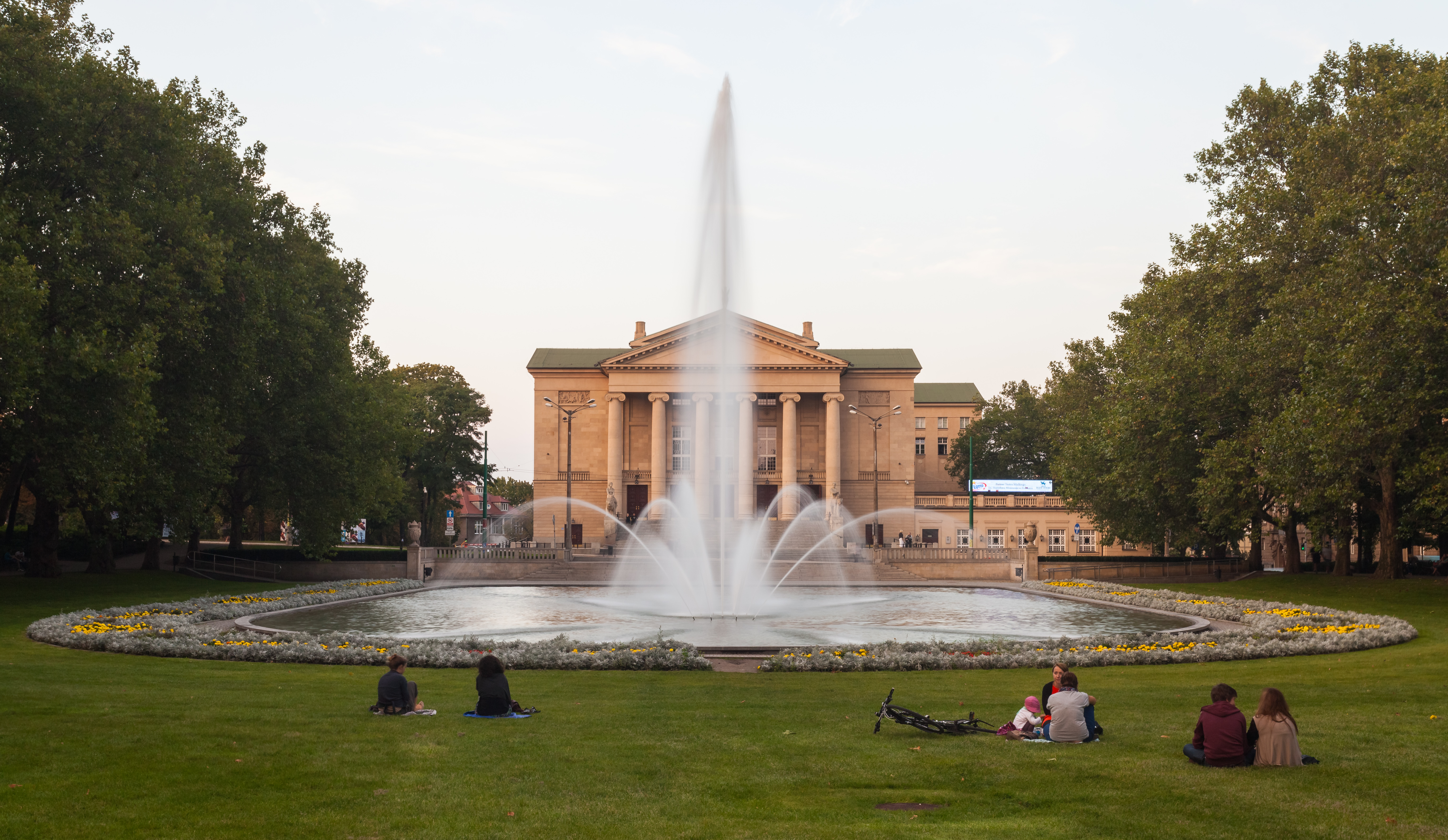
Парк Адама Мицкевича

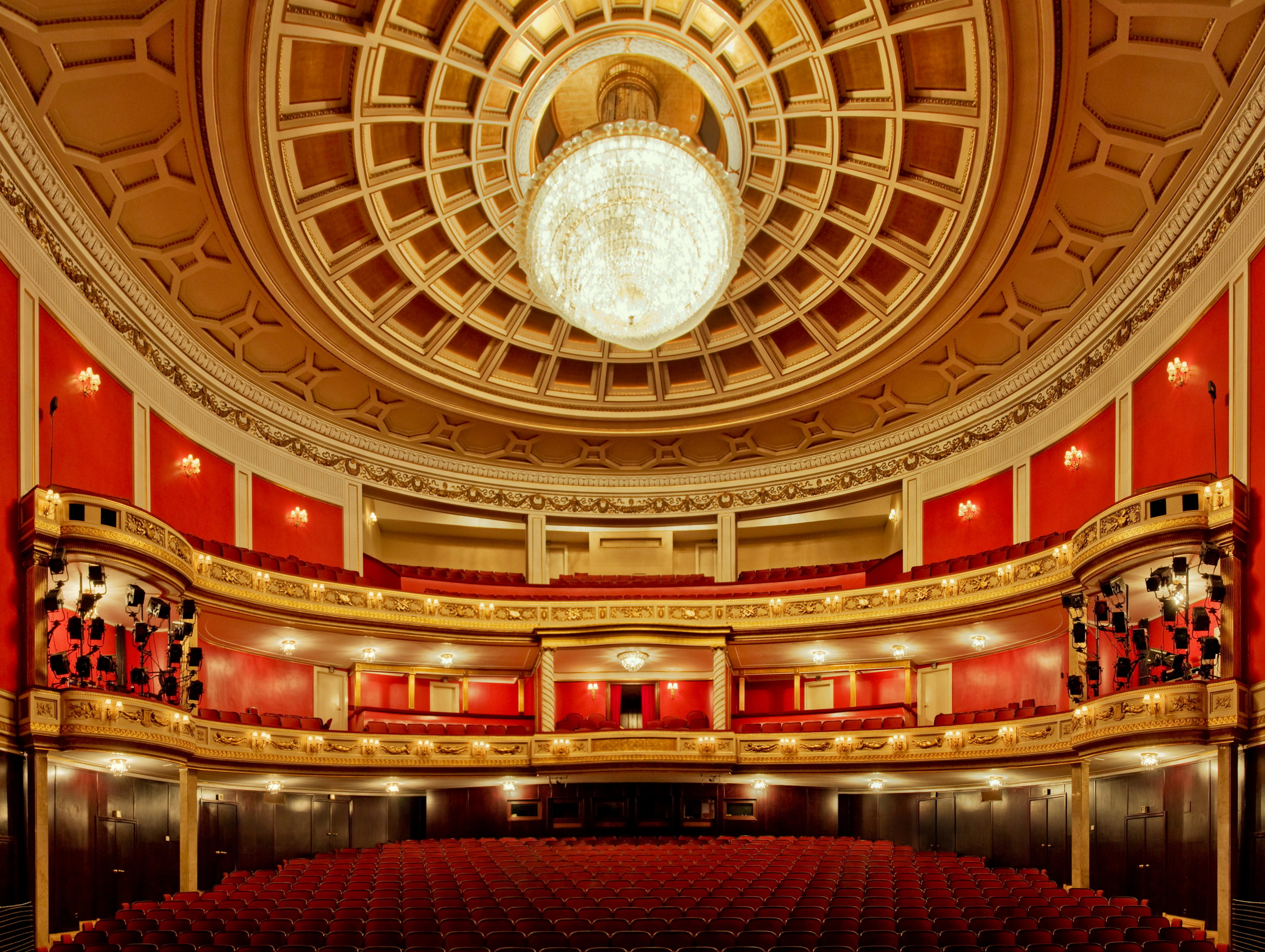
Зрительный зал Большого театра

Большой театр имени Станислава Монюшко в Познани (польск. Teatr Wielki im. Stanisława Moniuszki w Poznaniu, Opera poznańska) — оперный театр города Познань, расположенный в историческом районе XIX века (польск. Dzielnica Cesarska), на улице Александра Фредро 9.

## История
Неоклассическое здание театра было построено в 1909—1910 годах по проекту мюнхенского архитектора Макса Литтмана. Фасад был украшен шестью огромными ионическими колоннами, а тимпан увенчан скульптурой Пегаса. Неотъемлемой частью архитектурной концепции стал фонтан и парк перед театром. Строительство нового театра длилось полтора года, и 30 сентября 1910 года состоялась его первая премьера — «Волшебная флейта» В. А. Моцарта. В 1919 году театр был передан польским властям. Спектакль «Галька» Станислава Монюшко стал торжественным открытием нового Большого театра. В репертуаре преобладали произведения польских композиторов и классики итальянских, французских и немецких опер XIX века.
2 июня 1945 года после окончания Второй мировой войны познанский Большой театр стал первым театром в Польше, который официально возобновил свою артистическую деятельность. Его директором стал Зигмунт Латошевский. Вскоре, назначенный директором Национальной филармонии в Варшаве, Латошевский был заменён на один сезон Здиславом Гужинским, который позже передал бразды правления Валериану Бeрдяеву — одной из важнейших фигур музыкальной жизни Познани того времени. За пять лет его управления театром было поставлено множество постановок, в том числе оперы русских композиторов — Мусоргского, Бородина, Чайковского и Римского-Корсакова (польская премьера «Снегурочки» в 1951 году).
Следующие девять лет директором театра был Здислав Гужинский, который пополнил репертуар первыми польскими постановками опер и балетов «Спящая красавица» Чайковского, «Летучий голландец» Вагнера, «Лакме» Лео Делиба, «Севильский цирюльник» Россини и «Манру» Падеревского.
Роберт Сатановский в 1963—1969 годах подготовил польские премьеры опер: «Леди Макбет Мценского уезда» Шостаковича, «Дитя и волшебство» Равеля, «Хованщина» Мусоргского, «Школа жён» Либермана, «Кровавая свадьба» Соколаи, а также впервые в Польше после Второй мировой войны — «Тангейзер» и «Тристан и Изольда» Вагнера.
Театр начал работать с другими заграничными театрами. Познанские ансамбли принимали участие в иностранных конкурсах, фестивалях, выступлениях, праздниках и получали почетные звания. Так, в 1999 году, познанская опера “Галина” (Марселя Ландовского) получила массу позитивных отзывов и одобрений, что позволило ей представлять Польшу на Всемирной выставке в Ганновере.